# Residuallast

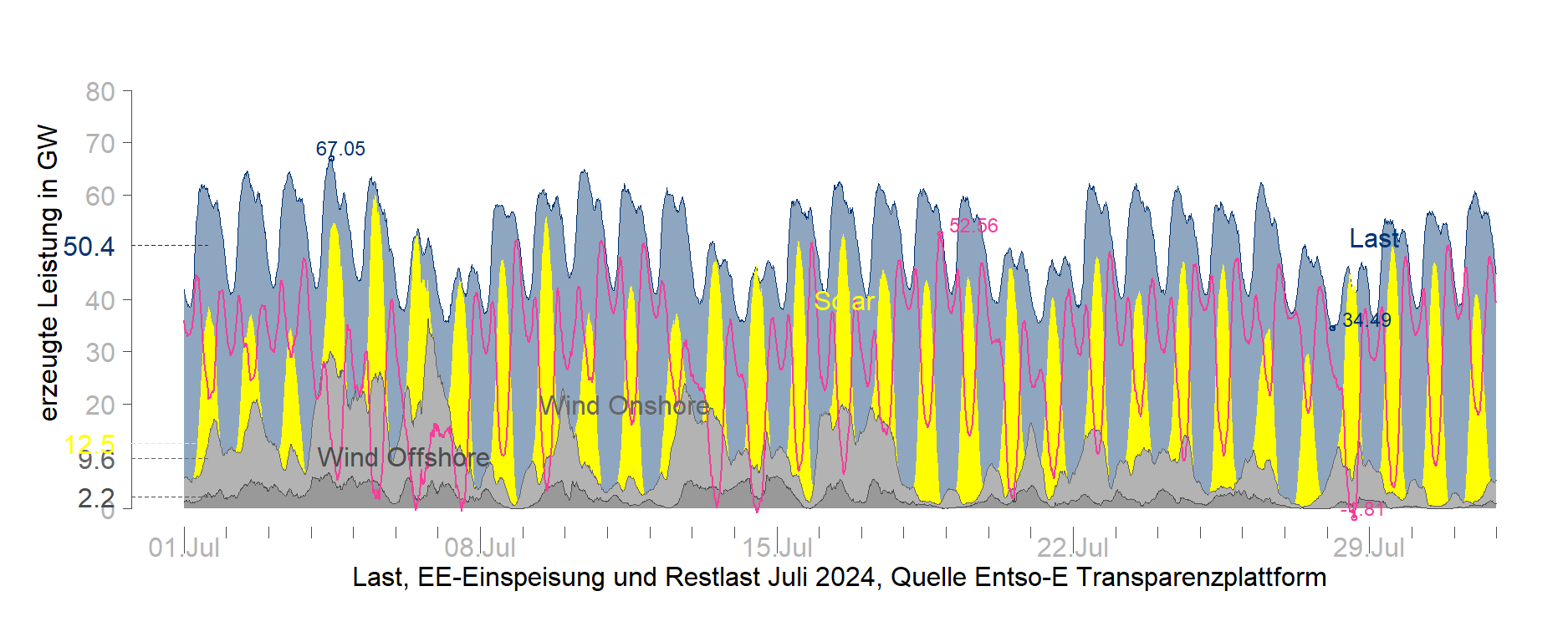
Last, Wind- und Solareinspeisung und die sich ergebende Residuallast in Deutschland, Luxemburg BZN DE-LU Juli 2024, Daten Entso-E Transparenzplattform

Der Begriff Residuallast (lat. residuum „Rest“), auch Restlast, bezeichnet in der Energiewirtschaft die in einem Stromnetz nachgefragte elektrische Leistung (Last) abzüglich des Anteils fluktuierender Einspeisung von dargebotsabhängigen Erzeugern wie z. B. Windkraft- oder Photovoltaikanlagen.
Sie stellt die Restnachfrage an elektrischer Leistung dar, welche von den übrigen Kraftwerken wie Speicherkraftwerken und kalorischen Kraftwerken wie Gaskraftwerken sowie Kohle- und Kernkraftwerken, gedeckt werden muss (siehe Kraftwerkseinsatz in Deutschland und Merit-Order-Modell). Gibt es dabei ein zu geringes Angebot an regelbarer Kraftwerksleistung, führt ungedeckte Residualleistung im Extremfall zu Lastabwurf, welcher sich in Form von Stromausfällen für den Stromverbraucher bemerkbar macht.

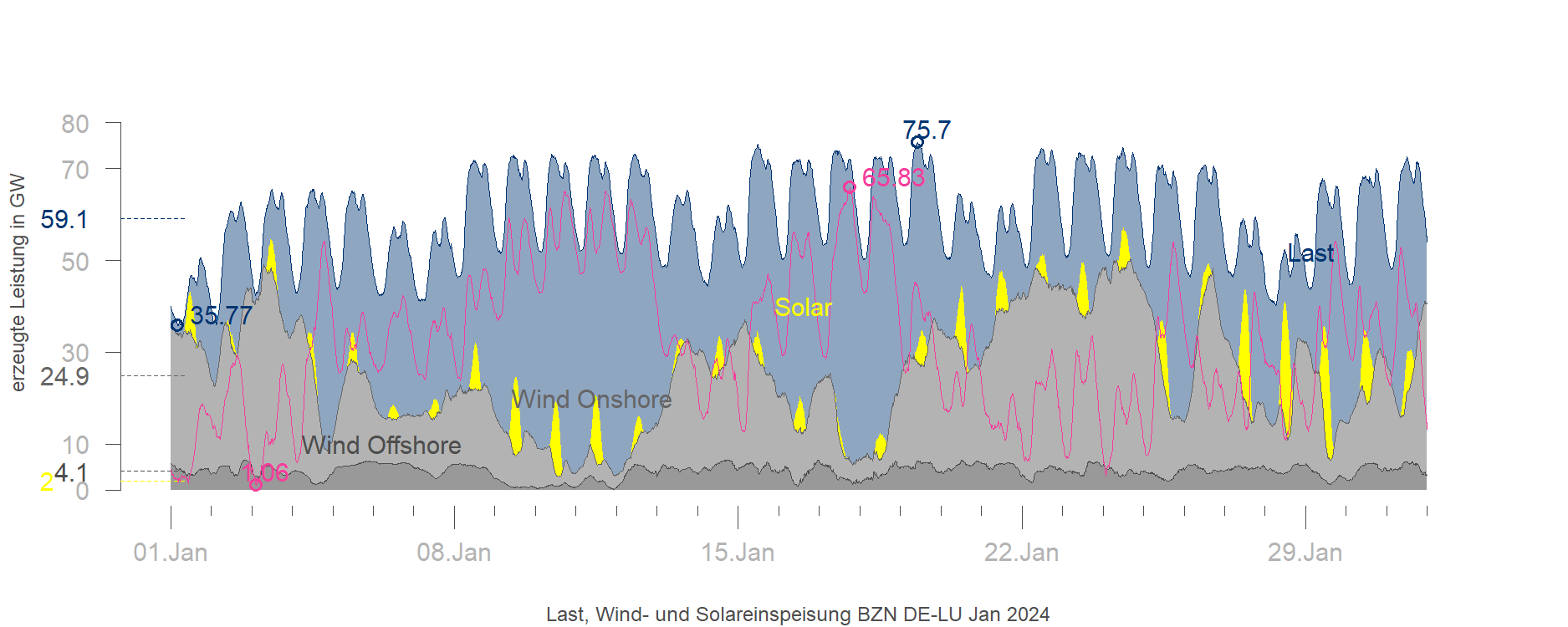
Last, Wind- und Solareinspeisung und die sich ergebende Residuallast in Deutschland, Luxemburg BZN DE-LU Januar 2024, Daten Entso-E Transparenzplattform

Die oben dargestellte Grafik zeigt Last, Wind- und Solareinspeisung und die sich ergebende Residuallast in Deutschland und Luxemburg für den Januar 2024. In diesem Zeitraum zeigt die Residuallast immer noch einen Maximalwert von ca. 66 GW, nur ca. 13 % weniger als die ursprüngliche Maximallast von ca. 76 GW. Dagegen ist die Minimallast von ca. 36 GW auf ca. 1 GW gesunken, so dass praktisch keine Grundlast verbleibt. Die Deckung der Residuallast stellt somit hohe Anforderungen an die Flexibilität des restlichen Kraftwerksparks.
Gerade im Sommer zeigt die Residuallast eine extrem zerklüftete Struktur. Konventionelle Kraftwerke müssen fahren, um zu den Bedarfszeiten zur Verfügung zu stehen und können ihre Erzeugung zur Zeit der Solarspitze nicht auf Null senken. Die billigste Lösung der Lastdeckung, den der Börsenalgorithmus in dieser Situation findet, ist es, die Überproduktion zu Zeiten hoher Solareinspeisung zu negativen Preisen zu vergüten, d. h. es wird der Stromverbrauch subventioniert um den Verbrauch künstlich zu erhöhen. Alle variablen Kosten von konventionellen Kraftwerke, die zur Lastdeckung benötigt werden (zuzüglich eventueller Verluste aus Negativpreisen), müssen dann aus Strompreisen zu Knappheitsstunden gedeckt werden, damit das Kraftwerk überhaupt fährt. So entstehen über den Börsenalgorithmus in Stunden ohne erneuerbare Einspeisung möglicherweise Preisspitzen (siehe auch EPEX Spot Dayahead Auktion).

## Änderungen des Kraftwerkseinsatzes und Speicher

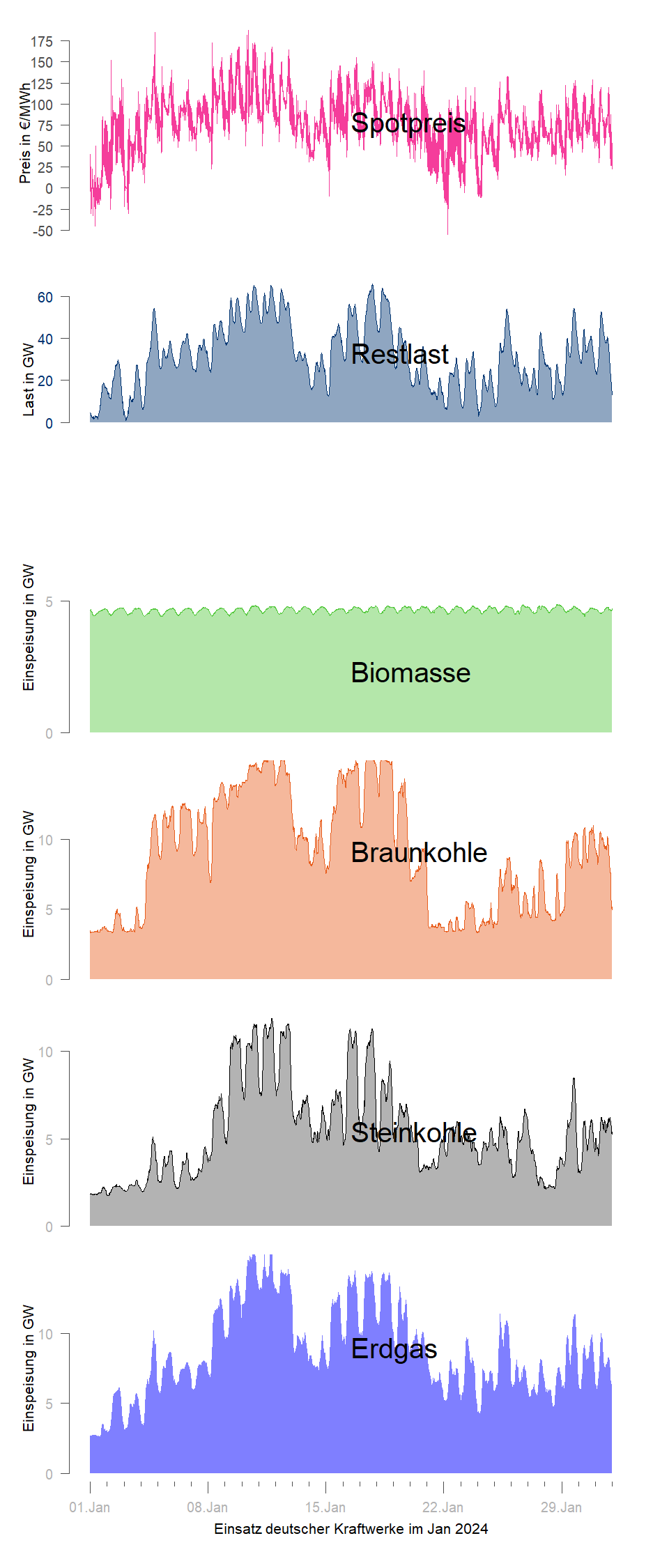
Fahrweise konventioneller Kraftwerke (DE-LU) im Januar 2024, Daten Entso-E Transparenzplattform

Die erneuerbare Stromerzeugung bewirkte einen Paradigmenwechsel. Im alten Modell wurde Grundlast, Mittellast und Spitzenlast durch verschiedene Arten von jeweils geeigneten Kraftwerken bedient. Seitdem erneuerbare Energien einen größeren Anteil im Strommix erreicht haben, rückt statt der gesamten Absatzlast die Residuallast in den Fokus, die zusätzlich zur erneuerbaren Erzeugung flexibel geliefert werden muss. Hierfür werden Kraftwerke mit hoher Flexibilität benötigt, wie Gaskraftwerke, da sich die Residuallast schnell ändern kann. Zunehmend spielen auch Stromspeicher eine Rolle. Atomkraftwerke und Kohlekraftwerke sind im Gegensatz dazu eher typische Grund- und Mittellastkraftwerke, die für eher konstanten Betrieb geeignet sind. Der klassische Grundkraftwerkseinsatz ist bei den deutschen Kohlekraftwerken jedoch nicht mehr zu beobachten.
Das in Deutschland verfügbare Speicherpotential ist im Verhältnis zu den starken Leistungsschwankungen der Residuallast gering. Pumpspeicher stehen nur in begrenztem Umfang zur Verfügung und haben auch nur begrenztes Ausbaupotential. Die in Deutschland und Luxemburg installierte Leistung beträgt Stand 2020 9,4 GW mit einer Speicherkapazität von ca. 37 GWh. Der Beitrag von Batteriespeichern ist mit einer installierten Leistung von 4,82 GW und einer Speicherkapazität von nur 7,2 GWh derzeit (Stand 2023) gering.
Das Bild unten zeigt den aggregierten Pumpspeichereinsatz in Deutschland zusammen mit der dortigen Solareinspeisung (installierte Leistung 74,1 GW) und der Residuallast (Last abzüglich Wind- und Solareinspeisung). Pumpspeicher (dunkelrot) nehmen im Wesentlichen nachts Energie auf und speisen sie zur Morgen- und Abendspitze der Last wieder ein. Die Mittagsspitze der Solareinspeisung wird ebenfalls im Winter bei hoher Sonneneinstrahlung (im Sommer grundsätzlich) abgesägt.

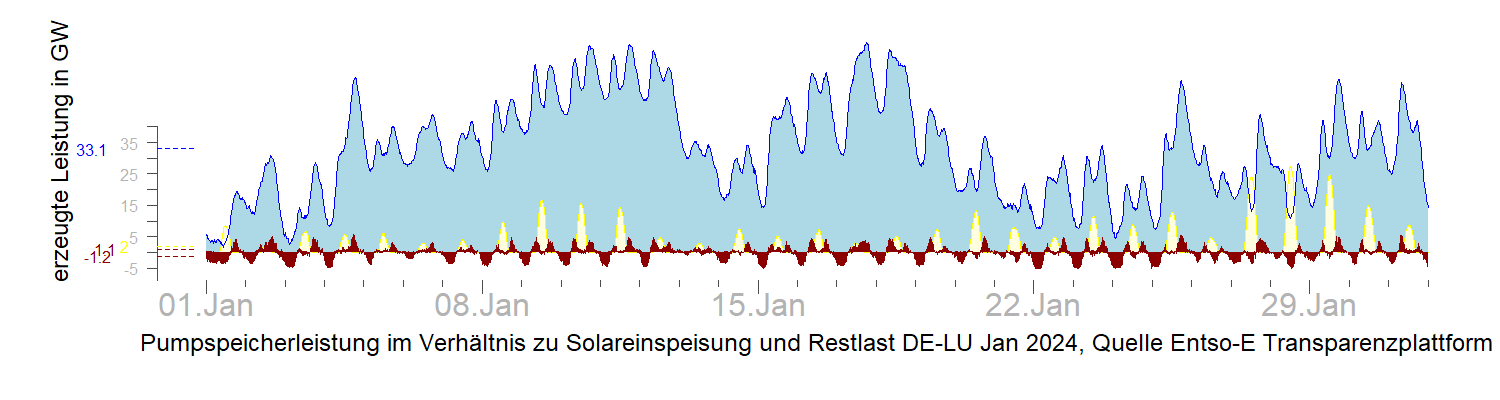
Einsatz Pumpspeicher und Solareinspeisung, BZN DE-LU, Jan 2024, Daten Entso-E Transparenzplattform

Der Blick auf die Sommerdaten zeigt, dass die Pumpspeicher der deutschen Regelzone bei starker Solareinspeisung nunmehr zur Mittagszeit ihre maximale Stromaufnahme haben und damit auf die Einspeisespitze der Solaranlagen reagieren. Im Vergleich zum Lastgradienten der Solareinspeisung im Sommer und den hohen Leistungswerten der Residuallast ist die in Deutschland verfügbare Speicherleistung gering.

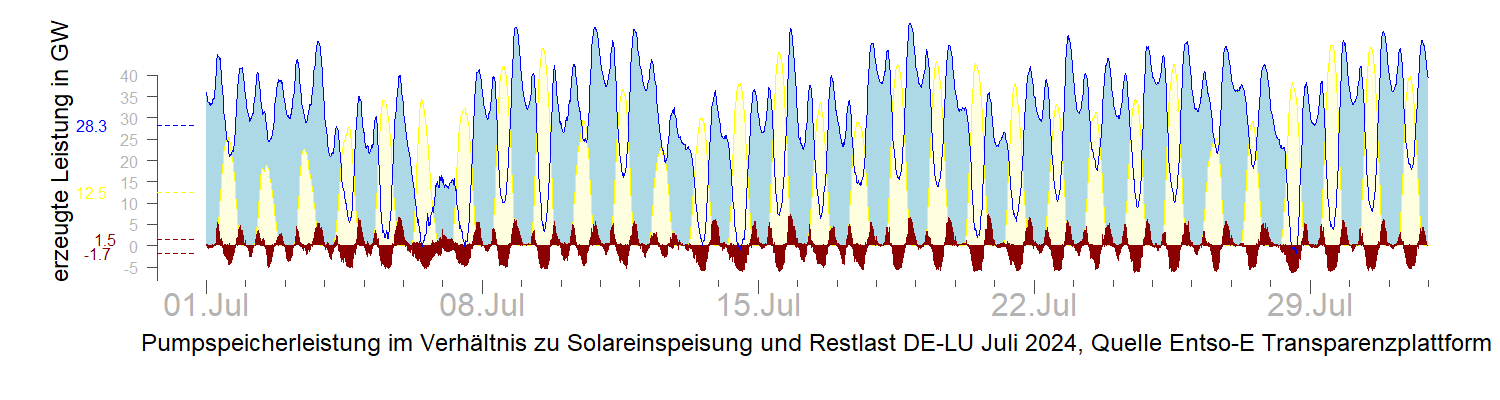
Einsatz Pumpspeicher und Solareinspeisung in DE-LU im Juli 2024, Daten Entso-E Transparenzplattform

## Berechnung
Die Residuallast R zu einem bestimmten Zeitpunkt berechnet sich aus der von allen Verbrauchern in Summe nachgefragten momentanen Leistung N und dem zu einem Zeitpunkt unbeeinflussbar vorhandenen Anteil an angebotener Leistung aus fluktuierenden erneuerbaren Energien FEE wie folgt:
{\displaystyle R=N-F_{EE}}

## Residuallastschwankungen
Die Residuallast ist abhängig vom räumlichen Betrachtungsgebiet (z. B. Versorgungsgebiet eines Netzbetreibers). Über größere Gebiete ergeben sich Ausgleichseffekte, dabei nehmen die Übertragungsverluste im Stromnetz zu. Netzausbau, das heißt die Behebung von Netzengpässen, und der Ausbau der Grenzübergangskapazitäten ermöglicht einen besseren überregionalen Ausgleich.
Ausgleichende Effekte in der erneuerbaren Erzeugung selbst, d. h. wenn ein Windpark in Deutschland nicht produziert, produziert einer an der Atlantikküste, ergeben sich nur über sehr große Entfernungen. So kommt eine Untersuchung der Technischen Universität Wien zu dem Ergebnis, dass die zeitliche Variabilität der Windenergieerzeugung sich bei einer gleichmäßigen Verteilung der Anlagen über Gesamteuropa stark senken lässt, während die gesamtdeutsche Windenergieerzeugung ähnlich volatil ist wie die eines einzelnen norddeutschen Standortes. Noch weniger Ausgleichspotential zeigt die Solareinspeisung. Bei weiterem Ausbau wird dasselbe konische Profil weiter hochskaliert. Wenn Solareinspeisung mit lokalen Stromspeichern kombiniert wird, sinkt allerdings die Netzlast an hellen Tagen, da der Strombedarf außerhalb des beobachtbaren Netzes zum Teil bereits lokal abgedeckt wird.
Saisonale Schwankungen – bei der Photovoltaik sind die Sommererträge hoch, bei Windkraft sind die Wintererträge hoch – wirken sich entlastend auf die Residuallast aus. Dabei gab es jedoch in einem Zeitraum von 40 Jahren (1980–2019) bisher jedes Jahr einen Zeitraum von etwa fünf aufeinanderfolgenden Tagen mit einem durchschnittlichen Windkapazitätsfaktor von unter 10 % und alle zehn Jahre einen entsprechenden Zeitraum von knapp acht Tagen. Das heißt in diesen Tagen liegt die Windeinspeisung bei unter 10 % der installierten Nennleistung. Diese Dauer verringerte sich, wenn nur die Wintermonate (mit geringer Solareinspeisung) berücksichtigt werden. Das längste Ereignis in diesem Zeitraum dauert fast zehn Tage (siehe Dunkelflaute).
Zeitlich starke Schwankungen der Residualleistung können verbraucherseitig durch Laststeuerung vermindert werden, indem der Strombedarf von Stromkunden, ähnlich wie bei Lastabwurfkunden, dem Angebot der fluktuierenden Einspeisung angepasst wird. Weitere künftige Möglichkeiten stellen auch der Ausbau von Speichertechnologien, zentrale Pumpspeicherkraftwerke, lokale (dezentrale) Energiespeicher oder auf Akkumulatoren basierenden unterbrechungsfreien Stromversorgungen (USV) dar.